# Slovenski dom (1935–1945)
Slovenski dom je bil slovenski časopis, ki je izhajal med letoma 1935 in 1945.